# Panormos (Attika)
Panormos hieß in der Antike ein Küstenort in Ostattika, dessen Lage heute nicht genau bekannt ist. Der Redenschreiber Isaios erwähnt den Ort nur ohne eine weitere Angabe. Claudius Ptolemäus lokalisiert den Hafen von Panormos (griechisch Πάνορμος λιμήν) zwischen dem Kap Sounion und Brauron. Der Hafen soll durch ein Kap in zwei ungleich große Becken geteilt worden sein.
Während einige Altphilologen den Ort mit dem heutigen Porto Rafti gleichsetzen, lokalisieren andere ihn zwischen Thorikos und Kap Sunion. In der Nähe von Laurion gibt es die Bucht Pounta Zeza, die auch heute noch Panormos genannt wird.